# دوچرخه‌سواری کوهستان
دوچرخه‌سواری کوهستان (به انگلیسی: Mountain biking) از رشته‌های ورزش دوچرخه‌سواری است. این ورزش با استفاده از دوچرخه در جاده‌های کوهستانی و زمین‌های ناهموار انجام می‌شود.

این ورزش با رشته‌هایی همانند کراس کانتری، کراس کانتری ماراتن، دانهیل، فور کراس، پریدن از خاک، مسابقات تعقیبی برگزار می‌شود.
دوچرخه‌سواری کوهستان از اواسط دهه ۱۹۷۰ میلادی به صورت مدرن انجام می‌شود و از سال ۱۹۹۶ در بازی‌های المپیک رسماً برگزار شده‌است.

## انواع سبک‌های دوچرخه کوهستان

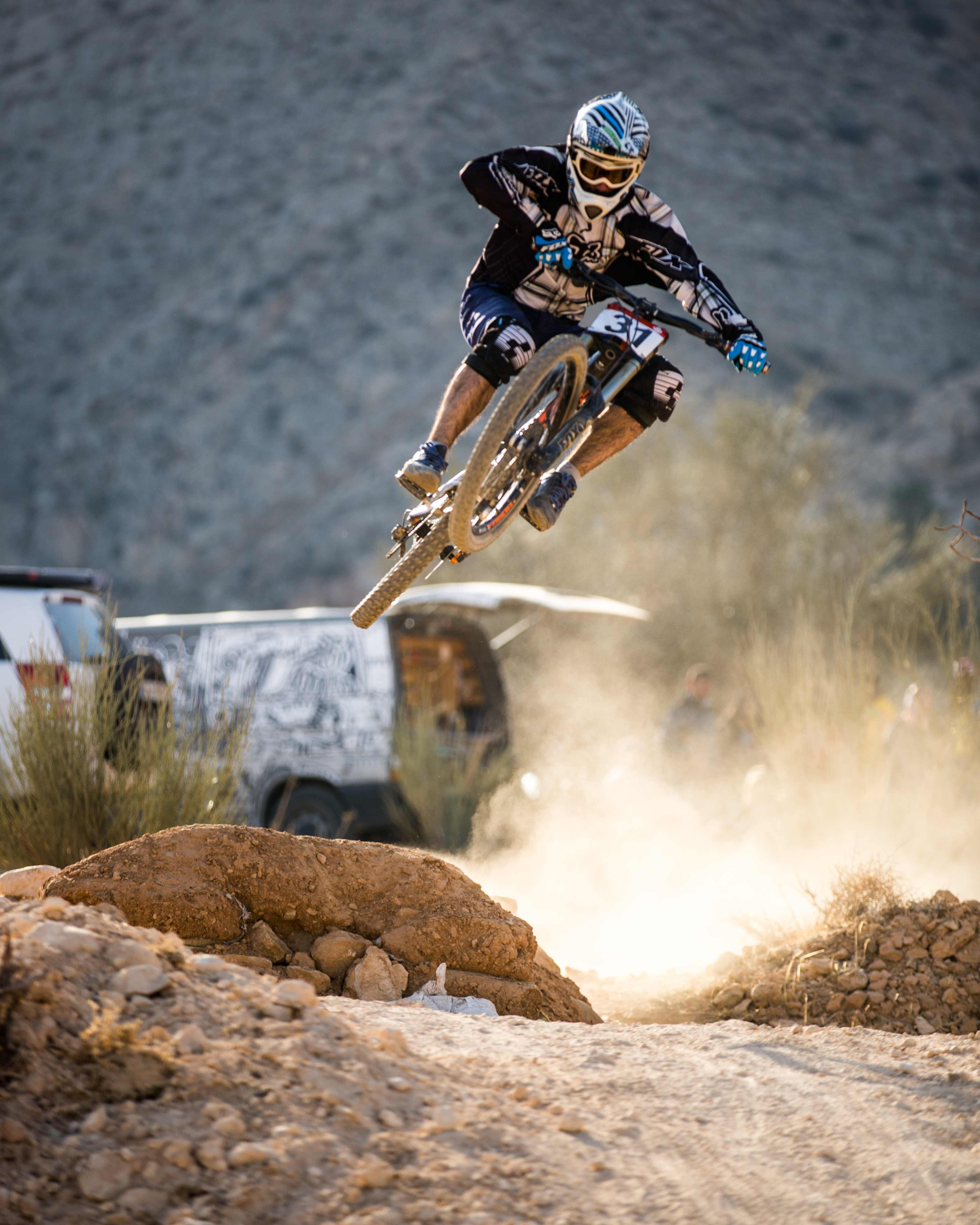
دوچرخه‌سواری دانهیل

همان‌طور که از نام دوچرخهٔ کوهستان مشخص است این سبک از دوچرخه برای مسیرهای خاکی طراحی شده‌است. دوچرخه‌های کوهستان به هفت دستهٔ مختلف تقسیم می‌شوند که کاربری هر کدام از دیگری متفاوت است.
- کراس کانتری (Cross country)رکاب زدن بیشتر و پیمایش مسیرهای ناهموار کمتر-میزان بازی در دوشاخ (کمک جلو):۱۰ الی ۱۱ سانتی‌متر
- اسپرت (Sport)این سبک تقریباً همان کراس کانتری است منتهی این دوچرخه‌ها برای عموم مردم ساخته شده و نه برای مسابقات
- تریل (Trail)پیشنهاد شده برای ۷۰٪ سربالایی و ۳۰٪ سرپایینی-میزان بازی دوشاخ:۱۲ الی ۱۳ سانتی‌متر
- آل مونتاین (All mountain)پیشنهاد شده برای ۵۰٪ سربالایی و ۵۰٪ سرپایینی-میزان بازی دوشاخ:۱۴ الی ۱۵ سانتی‌متر
- اندرو (Enduro)میتوان گفت سبک اندرو از پر هیجان‌ترین و خطرناک‌ترین سبک‌های دوچرخه کوهستان است. پیشنهاد شده برای ۳۰٪ سربالایی و ۷۰٪ سرپایینی
- دانهیل (Downhill)این دوچرخه فقط برای سرپایینی‌های خشن طراحی شده و دوشاخ آن (پاشاخ) تا فرمان دوچرخه ادامه دارد و مقدار بازی آن به ۲۰ سانتی‌متر می‌رسد
- فت بایک (Fat bikes)این سبک دوچرخه همچون بقیه دوچرخه‌ها است و تنها فرق آن این است که دارای چرخ‌های پهن تری می‌باشد و عملکرد بهتری در گل و برف دارند

## نگارخانه

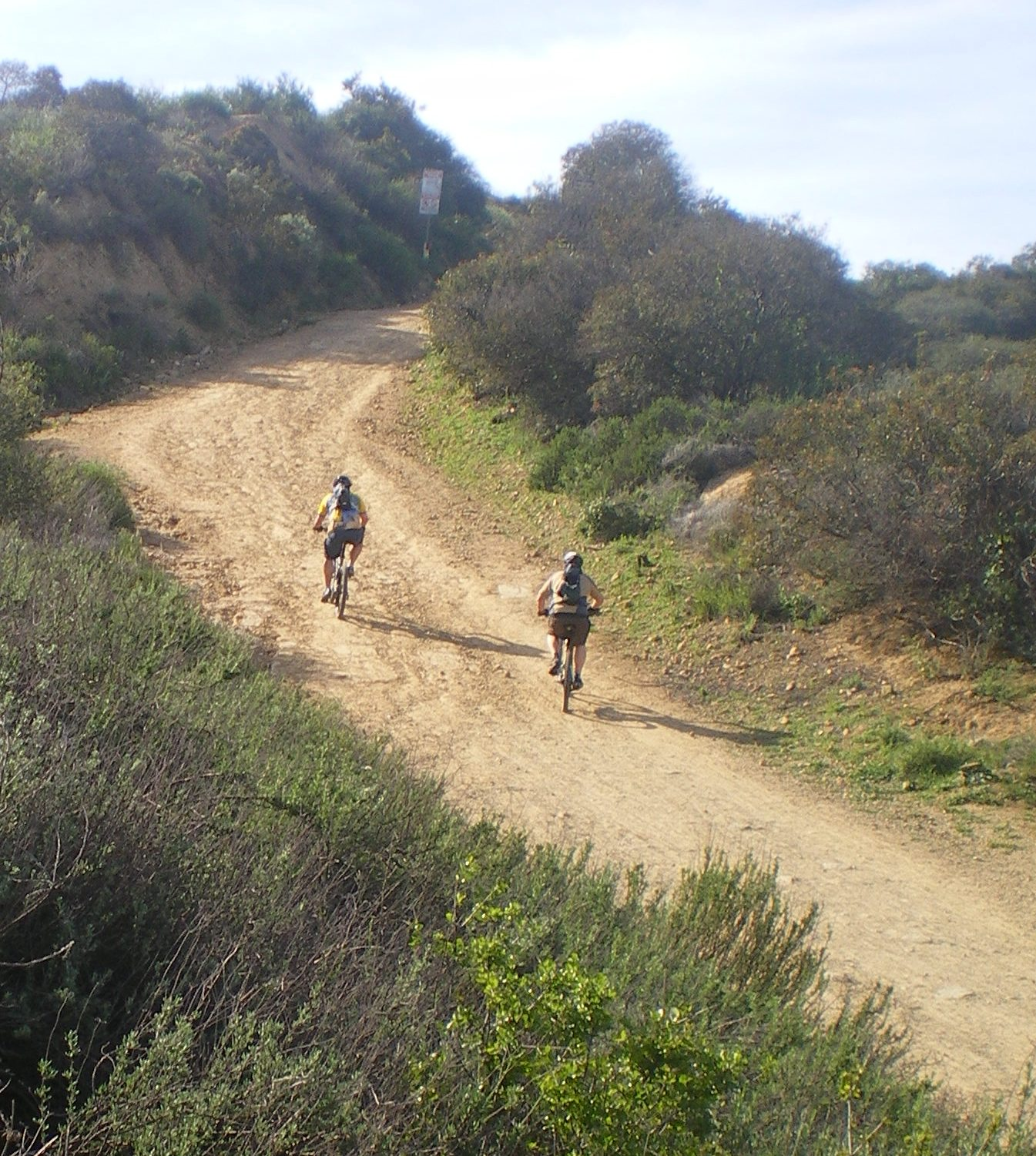
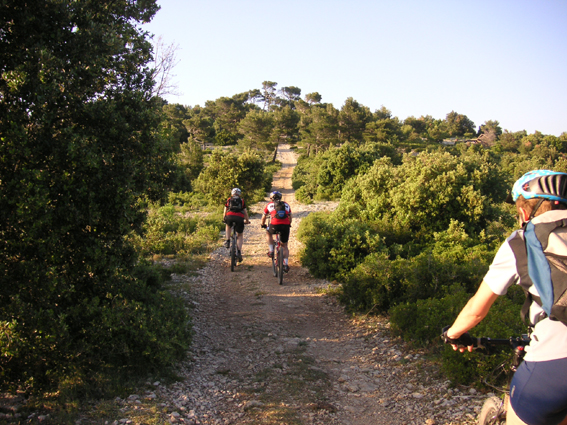
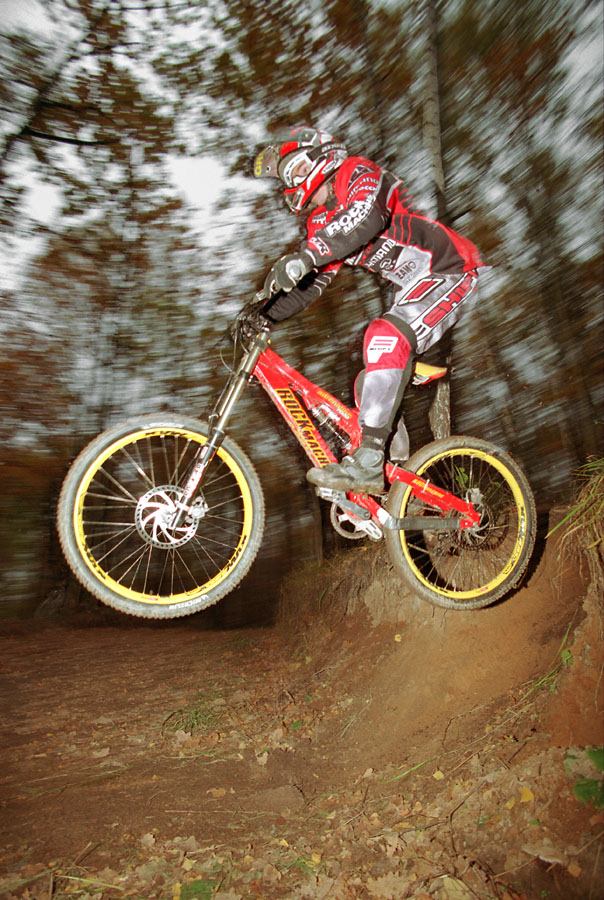
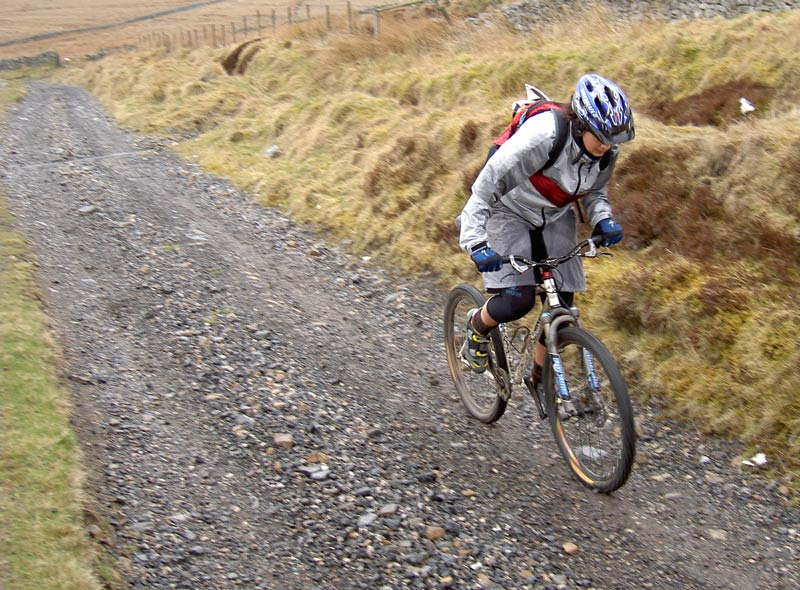
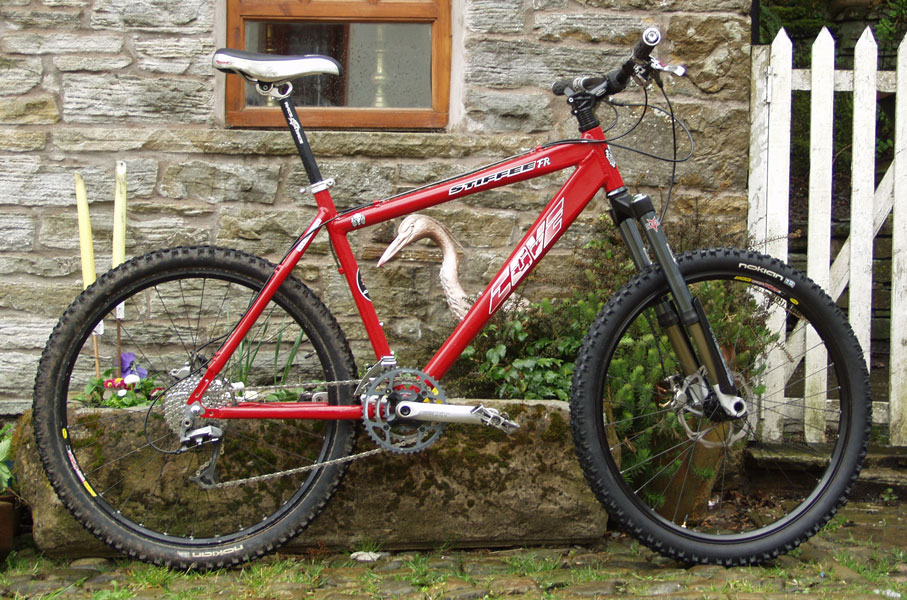